# Psorophora circumflava
Psorophora circumflava är en tvåvingeart som beskrevs av Nelson Leander Cerqueira 1943. Psorophora circumflava ingår i släktet Psorophora och familjen stickmyggor. Inga underarter finns listade i Catalogue of Life.